# Adeliini
Adeliini Viereck, 1918 es una tribu de himenópteros apócritos en la subfamilia Cheloninae. Antes eran considerados una subfamilia de Braconidae (Adeliinae). Sin embargo, el nombre Adeliini Kirby, 1828 que se refiere a una tribu de escarabajos tiene prioridad y Adeliini Viereck, 1918 es un homónimo secundario.

## Géneros
Los géneros incluyen:
- Adelius Haliday, 1833
- Myriola Shestakov, 1932